# Tropeço
Tropeço est une paroisse civile portugaise (en portugais : freguesia) de la municipalité d'Arouca dans le district d'Aveiro.

## Géographie
Tropeço est située à environ 9 km du siège de la municipalité d'Arouca. Limitrophe de la municipalité de Castelo de Paiva, son territoire est délimité au sud et à l'ouest par la rivière Arda (pt), affluent du Douro.

## Démographie
Lors du recensement de 2021, Tropeço compte 1 086 habitants.